# Cryosophileae
Cryosophileae J.Dransf. et al., 2005 è una tribù di piante della famiglia delle Arecacee, sottofamiglia Coryphoideae..

## Distribuzione e habitat
Le specie di questa tribù sono diffuse nel Nuovo Mondo, dal Sud America sino al Messico e ai Caraibi.

## Tassonomia
È una delle otto tribù della sottofamiglia Coryphoideae. All'interno della sottofamiglia è considerato il sister taxon della tribù Sabaleae.
Comprende i seguenti generi, in precedenza inclusi nella sottotribù Thrinacinae:
- Trithrinax Von Martius (4 spp.)
- Zombia L.H.Bailey (1 sp.)
- Coccothrinax Sarg. (43 spp.)
- Hemithrinax Hook.f. (3 spp.)
- Thrinax L.f. ex Sw. (3 spp.)
- Chelyocarpus Dammer (4 spp.)
- Cryosophila Blume (10 spp.)
- Schippia Burret (1 sp.)
- Itaya H.E.Moore (1 sp.)
- Leucothrinax C.Lewis & Zona (1 sp.)
- Sabinaria R.Bernal & Galeano (1 sp.)